# Kalayat
Kalayat é uma cidade  no distrito de Kaithal, no estado indiano de Haryana.

## Demografia
Segundo o censo de 2001, Kalayat tinha uma população de 16 747 habitantes. Os indivíduos do sexo masculino constituem 53% da população e os do sexo feminino 47%. Kalayat tem uma taxa de literacia de 56%, inferior à média nacional de 59,5%: a literacia no sexo masculino é de 65% e no sexo feminino é de 47%. Em Kalayat, 17% da população está abaixo dos 6 anos de idade.